# Saint-Fraimbault-de-Prières
Saint-Fraimbault-de-Prières é uma comuna francesa na região administrativa da Pays de la Loire, no departamento de Mayenne. Estende-se por uma área de 16,85 km². Em 2010 a comuna tinha 1 026 habitantes (densidade: 60,9 hab./km²).